# Giorgio Ursi
Giorgio Ursi (n. 1 septembrie 1942, Doberdò del Lago, Friuli-Veneția Giulia, Italia – d. 8 octombrie 1982, Gorizia, Friuli-Veneția Giulia, Italia) a fost un ciclist italian, medaliat olimpic. A participat la o ediție a Jocurilor Olimpice (1964) în care a câștigat o medalie de argint.

## Participări
Lista de mai jos prezintă principalele competiții la care a participat Giorgio Ursi de-a lungul carierei.
- cycling at the 1964 Summer Olympics – men's individual pursuit[*]